# Лавстон, Джей
Джей Лавстон (англ. Jay Lovestone, при рождении Яков Либштейн; 1897—1990) — деятель американского коммунистического и рабочего движения, лидер Коммунистической партии США, впоследствии — ярый антикоммунист, сотрудничавший c ЦРУ. В качестве генерального секретаря Компартии инициировал борьбу с троцкистским крылом, поддерживающим Международную левую оппозицию, но в 1929 году сам был исключён за «правый уклон» и создал Компартию США — Оппозиция.

## Биография

### Детство и юность
Яков Либштейн родился в местечке Молчадь Слонимского уезда Гродненской губернии (ныне — деревня Молчадь Барановичского района Брестской области Белоруссии) в семье раввина. В 1907 семья эмигрировала в Соединённые Штаты Америки и поселилась в Нью-Йорке. Точная дата рождения Якова неизвестна, родители записали её как 15 декабря 1897. С юных лет проникся радикальными, в том числе коммунистическими идеями. В 1918 окончил Сити-колледж, в 1919 поступил в юридическую школу Нью-Йоркского университета, но вскоре оставил её, чтобы полностью посвятить себя работе в Коммунистической партии США.
В феврале 1919 официально сменил имя на «Джей Лавстон».

### Деятельность в коммунистической партии США (1919—1929)
В 1921 Лавстон становится редактором партийной газеты «Коммунист», а также
с февраля по август 1922 был исполнительным секретарем объединённой Коммунистической партии Америки.
После смерти В. И. Ленина в январе 1924 различные фракции Коммунистической партии США ориентировались на различные фракции в руководстве ВКП(б). Фракция Уильяма Фостера ориентировалась на Сталина, а фракция Лавстона симпатизировала Бухарину. 
После смерти в 1927 основателя и первого генсека партии Чарльза Рутенберга, Лавстон стал новым генеральным секретарем КП США. В 1928, на 6-м Конгрессе Коминтерна Джеймс Кэннон и лидер Коммунистической партии Канады Морис Спектор выступили с позиций Троцкого, а Кэннон создал в Коммунистической партии США фракцию на троцкистской платформе. Лавстон организовал исключение из партии Кэннона и его сторонников. Лавстоун в то время написал письмо, чтобы защитить репутацию Ловетта Форт-Уайтмена, одного из первых афроамериканских членов Коммунистической партии США и основателя американского негритянского рабочего Конгресса после того, как Форт-Уайтмен был обвинен соперниками как сторонник Троцкого.

### Деятельность в оппозиции коммунистической партии США (1929—1941)
11 июня 1929 года Джей Лавстон неожиданно покинул СССР. После этого он был исключён из Коммунистической партии США и создал собственную партию — Коммунистическая партия США – группа большинства, названной затем Коммунистическая партия США — Оппозиция, а потом Независимой Коммунистической Рабочей Лигой. К нему примкнул также Бен Гитлов, ставший в июле 1930 года секретарем КП-О.
Вначале Лавстон занимал весьма осторожную позицию по отношению к Сталину, осуждая лишь внешнюю политику СССР. Он одобрил процесс над Зиновьевым и Каменевым.
Лишь после того, как во время гражданской войны в Испании в 1937 году начались репрессии против членов партии POUM, Лавстон начал резко выступать против Сталина. Он предсказал заключение пакта Молотова — Риббентропа.
29 декабря 1940 года Лавстон объявил о роспуске своей партии в связи с отсутствием финансирования.

### Профсоюзная и антикоммунистическая деятельность
Лавстон занялся профсоюзной деятельностью совместно с Давидом Дубинским, главой профсоюза работников швейной промышленности. Он вступил в борьбу с профсоюзами, контролируемыми коммунистами.
После окончания Второй мировой войны Лавстон стал также бороться с влиянием коммунистов на профсоюзы в Западной Германии, Франции и Италии. В начале 1950-х годов эта деятельность стала тайно финансироваться ЦРУ. Оперативным напарником Лавстона являлся европейский представитель АФТ Ирвинг Браун.
В 1969 году Лавстон стал главой международного отдела АФТ—КПП, через который осуществлялось тайное финансирование ЦРУ антикоммунистической деятельности в разных странах. Он занимал этот пост до 1974 года.

### Смерть
Лавстон скончался 7 марта 1990 в возрасте 92 лет. Его досье в ФБР насчитывает более 5700 страниц.

## Публикации

### Публикации периода работы в Коммунистической партии США
- The Government — Strikebreaker: A Study of the Role of the Government in the Recent Industrial Crisis. New York: Workers Party of America, 1923.
- Blood and Steel: An Exposure of the 12-Hour Day in the Steel Industry. New York: Workers Party of America, n.d. [1923].
- What’s What About Coolidge? Chicago, Workers Party of America, n.d. [c. 1923]
- The LaFollette Illusion: As Revealed in an Analysis of the Political Role of Senator Robert M. LaFollette. Chicago: Literature Department, Workers Party of America, 1924.
- American Imperialism: The Menace of the Greatest Capitalist World Power. Chicago: Literature Department, Workers Party of America, n.d. [1925].
- The Party Organization. (Introduction.) Chicago: Daily Worker Publishing Co., n.d. [1925].
- Our Heritage from 1776: A Working Class View of the First American Revolution. With Wolfe, Bertram D. and William F. Dunne, New York: The Workers School, n.d. [1926].
- The Labor Lieutenants of American Imperialism. New York: Daily Worker Publishing Co., 1927.
- The Coolidge Program: Capitalist Democracy and Prosperity Exposed. New York: Workers Library Publishers, 1927. (Workers library #2)
- Ruthenberg, Communist fighter and leader  (Introduction) New York : Workers Library Publishers, 1927.
- 1928: The Presidential Election and the Workers. New York: Workers Library Publishers, 1928. (Workers library #4) Yiddish
- America Prepares the Next War. New York: Workers Library Publishers, 1928. (Workers library #10)
- Pages from Party History. New York: Workers Library Publishers, n.d. [1929].

### Публикации периода антикоммунизма
- "Twelve Years of the Soviet Union, " The Revolutionary Age, Vol. 1, no. 1 (November 1, 1929), pp. 7-8.
- The American Labor Movement: Its Past, Its Present, Its Future. New York: Workers Age Publishing Association, n.d. [1932].
- What Next for American Labor? New York: Communist Party of the United States (Opposition), n.d. [1934]
- Marxian classics in the light of current history. New York City, New Workers School 1934
- Soviet Foreign Policy and the World Revolution. New York: Workers Age Publishers, 1935.
- People’s Front Illusion: From «Social Fascism» to the «People’s Front.» New York: Workers Age Publishers, n.d. [1937].
- New Frontiers for Labor. New York: Workers Age Publishers, n.d. [1940].

### Публикации последнего периода жизни
- The Big Smile: An Analysis of the Soviet «New Look.» With Matthew Woll. New York: Free Trade Union Committee, American Federation of Labor, 1955.
- Communist and Workers' Parties' manifesto adopted November-December, 1960; Testimony of Jay Lovestone, January 26, February 2, 1961. Washington, United States Government Printing Office, 1961.